# Браун, Сет (бейсболист)
Сет Уильям Браун (англ. Seth William Brown, 13 июля 1992, Кламат-Фолс, Орегон) — американский бейсболист, аутфилдер и игрок первой базы клуба Главной лиги бейсбола «Окленд Атлетикс».

## Биография
Сет Браун родился 13 июля 1992 года в городе Кламат-Фолс в Орегоне. Там же он учился в старшей школе Кламат Юнион. За год до выпуска его семья переехала в Медфорд, где Браун окончил школу Норт Медфорд. После этого он учился в общественном колледже Линн—Бентон в Олбани и колледже Льюиса—Кларка в Льюистоне. Колледж он окончил со степенью по уголовному праву. В 2015 году на драфте Главной лиги бейсбола Браун был выбран клубом «Окленд Атлетикс» в девятнадцатом раунде. 
Профессиональную карьеру Браун начал в 2015 году в составах фарм-команды «Атлетикс» в Аризонской лиге для новичков и «Вермонт Лейк Монстерз» в Лиге штатов Нью-Йорк и Пенсильвания. Следующие два сезона он отыграл в Калифорнийской лиге за «Стоктон Портс». Он неудачно провёл чемпионат 2016 года, а в следующем проявил себя как один из лучших молодых игроков фарм-системы. Показатель отбивания Брауна по итогам 2017 года составил 27,0 %, он выбил 30 хоум-ранов. В июне 2017 года он вошёл в число участников Матча всех звёзд Калифорнийской лиги.
В 2019 году Браун выступал в чемпионате Лиги Тихоокеанского побережья с показателем отбивания 29,7 % и 37-ю выбитыми хоум-ранами. Двадцать шестого августа он был переведён в основной состав «Атлетикс» и дебютировал в Главной лиге бейсбола. До конца сезона в матчах за «Окленд» Браун выбил 22 хита. В сокращённом из-за пандемии COVID-19 чемпионате 2020 года он принял участие в семи играх с пятью выходами на биту.